# Milla àrab
La milla àrab الميل deriva en última instància de la paraula llatina que significa Millia "mil" és una unitat de longitud històrica. La seva longitud exacta està en disputa, se sap que era entre 1,8 i 2,0 km. Va ser utilitzat pels geògrafs i astrònoms musulmans medievals. És la predecessora de la moderna milla nàutica, va ampliar la milla romana mille passuum  (literalment "mil passos") per adaptar-se a una aproximació astronòmica d'un minut d'arc de latitud mesurat al llarg d'un meridià de nord a sud.
Hi havia 4000 colzes en una milla àrab. Si al-Farghani va utilitzar el colze legal com la seva unitat de mesura, llavors una milla àrab tenia 1.995 metres. Si va utilitzar el colze topogràfic d'al-Mamun, llavors tenia 1.925 metres o 1,04 milles nàutiques modernes.